# Press Play on Tape
Press Play On Tape – duńska grupa muzyczna wykonująca covery utworów z gier komputerowych wydawanych w latach 80. XX wieku na komputer Commodore 64 (lecz nie tylko). Piosenki zespołu charakteryzują się różnorodną aranżacją, od rocka, przez muzykę taneczną po pop w stylu boysbandu. Grupa koncertowała w rodzimej Danii, a także w Niemczech, Szwecji i Wielkiej Brytanii. Zespół wydał dwa albumy, a także szereg piosenek i teledysków dostępnych jedynie w Internecie.
Nazwa grupy wzięła się ze sformułowania obecnego w Commodore 64, które wyświetla się po zainicjowaniu przez użytkownika procedury wczytania programu z taśmy magnetofonowej.

## Dyskografia

### Albumy długogrające
Po nazwie utworu nazwiska kompozytorów oryginalnych wersji.

#### Run/Stop Restore
1. Hypa-ball vs Mission AD – Keith Tinman / Fred Gray
2. Arkanoid – Martin Galway
3. Tiger Mission – Johannes Bjerregaard
4. Phantom (of the Asteroid) – Rob Hubbard
5. Kettle – Ben Daglish
6. Bionic Commando – Tim Follin
7. Comic Bakery (PPOT remix remix) – Martin Galway
8. Nemesis the Warlock – Rob Hubbard
9. The Way of the Exploding Fist – Neil Brennan
10. Fairlight – Mike Alsop
11. Star Paws (preview) – Rob Hubbard
12. Flimbo's Quest – Reyn Ouwehand
13. Defender of the Crown – Jim Cuomo/Richard Joseph
14. Roland's Rat Race – Martin Galway
15. Wizball Game Over – Martin Galway
16. Wizball High Score – Martin Galway
17. Sacred Armour of Antiriad – Richard Joseph
18. Crazy Comets – Rob Hubbard

#### Loading Ready Run
1. Rambo: First blood part II – Martin Galway
2. Ghosts'n Goblins – Mark Cooksey
3. Warhawk – Rob Hubbard
4. Monty on the Run – Rob Hubbard
5. Beyond the Ice Palace – David Whittaker
6. Wizardry – Mike Alsop
7. Commando – Rob Hubbard
8. Thing on a Spring – Rob Hubbard
9. Aztec Challenge – Paul Norman
10. Auf Wiedersehen Monty – Rob Hubbard and Ben Daglish
11. Paperboy/Game Over – Mark Cooksey/Martin Galway
12. Krakout – Ben Daglish
13. Thrust – Rob Hubbard
14. Master of Magic – Rob Hubbard/Larry Fast

### Utwory dostępne tylko przez Internet
- Warhawk (live) – Rob Hubbard
- Warhawk (PSB mix) – Rob Hubbard
- Pumpkin Man – Richard Joseph
- Cannon Fodder (live video) – Jon Hare
- Tiger Mission (live) – Johannes Bjerregaard
- Crazy Comets (live) – Rob Hubbard
- Crazy Comets (live video) – Rob Hubbard
- Ark Pandora – Ben Daglish
- Comic Bakery – Martin Galway
- Comic Bakery (video) – Martin Galway
- Comic Bakery (DHS remix) – Martin Galway
- Monkey Island (live) – Michael Land
- Monkey Island (live, video) – Michael Land
- Out Run – Horoshi Kawaguchi
- Space Tanks (Dezecrator) – Markus Meriläinen/ Linus Walleij

## Lista coverów
To jest lista wszystkich gier, z których utwory zespół wykorzystuje podczas koncertów. Po nazwie utworu znajduje się nazwisko oryginalnego kompozytora.
- Antiriad – Richard Joseph
- Ark Pandora – Ben Daglish
- Arkanoid – Martin Galway
- Auf Wiedersehen Monty – Rob Hubbard
- Aztec Challenge – Paul Norman
- Beyond the Ice Palace – David Whittaker
- Bionic Commando – Tim Follin
- Bubble Bobble
- Cannon Fodder – Jon Hare
- Comic Bakery – Martin Galway
- Commando – Rob Hubbard
- Commodore – Sash
- Crazy Comets – Rob Hubbard
- Das Gamer (Das Model) – Kraftwerk
- Dezecrator (Space Tanks) -Markus Meriläinen/ Linus Walleij
- Delta (video game) – Rob Hubbard
- Exploding Fist – Neil Brennan
- Flimbo's Quest – Reyn Ouwehand
- Ghosts'n Goblins – Mark Cooksey
- The Great Giana Sisters – Chris Huelsbeck
- Human Race – Rob Hubbard
- Hypa-ball/Mission AD – Keith Tinman/Fred Grey
- Karl Koder – Eminem
- Krakout – Ben Daglish
- Last Ninja – Ben Daglish
- Lightforce – Rob Hubbard
- Master of Magic (Mastertronic) – Rob Hubbard
- Monkey Island – Michael Land
- Monty on the Run – Rob Hubbard
- Nemesis the Warlock – Rob Hubbard
- Non Terraquous  – Ben Daglish
- One Man And His Droid – Rob Hubbard
- Out Run – Hiroshi Kawaguchi
- Pac-Man – Toshio Kai
- Parappa the Rapper – Beard Burger Song
- Phantom of the Asteroids – Rob Hubbard
- Piece of Noise. Søren „Donovan” Trautner Madsen
- Pumpkin Man – Richard Joseph
- Rambo Loader – Martin Galway
- Roland's Rat Race – Martin Galway
- Sanxion – Rob Hubbard
- Still Alive – Jonathan Coulton
- Spy vs Spy – Nick Scarim
- The Product –  Tammo Hinrichs
- Thing on a Spring – Rob Hubbard
- Thrust – Rob Hubbard
- Tiger Mission – Johannes Bjerregaard
- Ultimate Showdown of Ultimate Destiny – Lemon Demon
- Warhawk – Rob Hubbard
- Wizardry  – Mike Alsop
- Wizball – Martin Galway
- 80's TV Medley (miks utworów z popularnych seriali w latach 80.) – Knight Rider / Miami Vice / Ghostbusters / The A Team / Dallas / Dempsey & Makepeace / MacGyver / Bravestar / Transformers / V / Dick Turpin / Airwolf